# Dvorni trg, Ljubljana
Dvorni trg je eden izmed najstarejših trgov v Ljubljani.

## Zgodovina
Do leta 1515 je bil trg severni rob ljubljanskega geta.
Prvotno je bil trg poimenovan kot Burgplatz, nato pa je bilo leta 1848 predlagano slovensko ime Dvorni terg. Ime je dobil po tam ležečem kranjskem deželnem dvorcu.

## Urbanizem
Trg poteka v smeri zahod-vzhod, pravokotno na Ljubljanico. Na zahodu ga omejuje Gosposka ulica in na vzhodu Hribarjevo nabrežje
Do leta 2002 je bil trg namenjen parkirišču za avtomobile in kolesa, nato pa je bil preurejen v niz stopnic in ploščadi, ki je namenjena pešcem in kolesarjem.